# 文绅运动
文绅运动（越南语：／）是对越南在19世纪中后叶一连串由士大夫发起的反抗法国殖民者侵略的运动的统称。
1873年，安邺大尉率领法国军队入侵北圻，是为北圻变故。翌年，阮朝被迫同法国签订《第二次西贡条约》。这使越南的士大夫非常愤怒。而乂安、河静一带有不少天主教教民，在安邺大尉入侵的时候帮助法国军队，令他们也非常愤怒，待法军撤离后便相约起兵报复。
嗣德二十七年（1874年）正月，乂安的秀才陈瑨、邓如梅召集当地文绅，写下了名为《平西杀左》的檄文，号召大家驱逐西洋人、杀死“左道信徒”（指基督徒）。响应者有3000人之众，焚毁各地天主教民村落。
时任乂安总督尊室澈对法国亦不满，因此持纵容态度。阮朝派兵讨伐，但失败。文绅起义军得到陳光浣、張光首、阮輝琠等山贼的响应，攻破河静省城，包围演州府。二月，嗣德帝又以阮文祥为钦差、黎伯慎为总统前去讨伐。六月，文绅起义军被镇压，陈瑨等人被杀。